# 오스카 피스토리우스

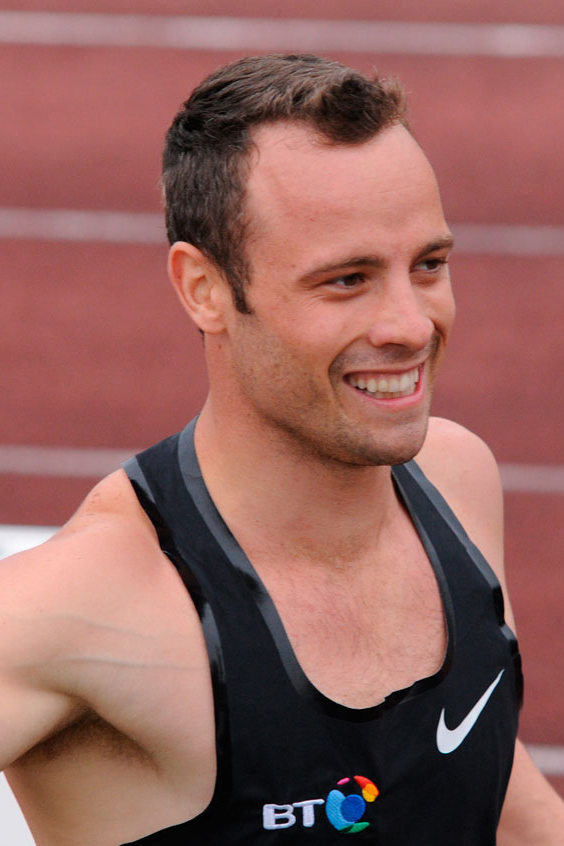

오스카 레오나드 칼 피스토리우스(Oscar Leonard Carl Pistorius, 1986년 11월 22일~ )는 남아프리카 공화국의 육상 선수이다. 선천적 장애로 생후 11개월 때 양다리를 절단하는 수술을 받았다. 이후 탄소 섬유 재질의 칼날 모양 의족을 장착하고 달려서 "의족 스프린터", "블레이드 러너"로 불렸다. 또한, T44급에서, 100m, 200m, 400m의 세계 기록을 수립했으며, 패럴림픽에서 금메달 6개, 은메달 1개, 동메달 1개를 획득했다. 올림픽에도 출전해 계주에서 메달을 땄다.
2013년 2월 14일(현지 시각), 남아공 경찰은 모델이자 여자친구 리바 스틴캠프를 죽인 혐의로 오스카 피스토리우스를 체포했다. 피스토리우스는 고의성이 없음을 주장하고 있으며 재판 결과 1심과 2심에서는 과실치사죄(Culpable homicide)가 적용되어 징역 5년형을 선고하였으나 대법원에서 살인죄를 적용해야 한다고 판결했다. 7월 6일 파기환송심에서 징역 6년이 선고되었다. 피스토리우스는 항소하지 않아 형이 확정될 예정이었으나 검찰이 증형을 요구해 이미 복역한 기간을 빼고 징역이 13년 5개월 길어져 15년형이 되었다. 헌법재판소에 형량이 늘어난게 부당하다고 청원했으나 기각되었다. 2021년 11월, 남아프리카 공화국 교도소 당국은 여자 친구를 살해한 혐의로 투옥된 오스카 피스토리우스의 가석방을 고려하기 위한 첫 번째 절차적 조치를 시작했다.

## 같이 보기
- 패럴림픽과 올림픽에 모두 참가한 선수 목록